# غوردون لويس
غوردون لويس (بالإنجليزية: Gordon Lewis)‏ هو لاعب اتحاد الرغبي بريطاني، ولد في 23 يونيو 1939 في Mynydd-y-Garreg ‏ في المملكة المتحدة.